# كونستانس ماكلولين غرين
كونستانس ماكلولين غرين (بالإنجليزية: Constance McLaughlin Green)‏ هي مؤرخة أمريكية، ولدت في 21 أغسطس 1897 في آن آربر في الولايات المتحدة، وتوفيت في 5 ديسمبر 1975 في أنابولس في الولايات المتحدة.